# 太神楽曲芸協会
太神楽曲芸協会（だいかぐらきょくげいきょうかい）は、伝統芸能である太神楽の保存・伝承、後継者の育成を目的とした任意団体である。会員は獅子舞、曲芸、曲独楽等の演者を中心に構成されており、東京では翁家・鏡味・春本・やなぎ等、水戸では柳貴家の屋号で、各寄席を始め、テレビ、ホテル旅館、各種演芸会等に出演している。

## 沿革
太神楽は江戸時代頃から伊勢派、熱田派と組合を作っていた。
1937年に大日本太神楽曲芸協会（初代会長・初代鏡味小仙）が発足。
東京本部の他、茨城支部・東北支部・地方会員と分かれていた。

## 歴代会長
- 初代鏡味小仙
- 二代目翁家和楽
- 二代目鏡味小仙
- 四代目柳家小志ん
- やなぎ女楽
- 三代目翁家和楽
- 二代目翁家喜楽
- 鏡味仙三郎
- 鏡味繁二郎

## 役員
2024年3月23日改選。
会長
- 鏡味繁二郎

副会長
- 鏡味仙志郎

常任理事
- 翁家和助

理事
- 鏡味正二郎
- 翁家勝丸
- やなぎ南玉

茨城支部長
- 柳貴家正楽

会計
- 鏡味小時

会計補佐
- 鏡味正二郎

監事
- 翁家和助

総務
- 鏡味味千代

総務補佐
- 鏡味小助
- 鏡味仙成

## 所属会員
一部の芸人は落語協会または落語芸術協会にも加入しており、これらの芸人は各協会による寄席での定席興行にも出演している。また、落語協会・落語芸術協会の前座として寄席で修行を積んだ芸人もいる。
- 翁家小楽（落語協会にも所属）
- 翁家和助（落語協会にも所属）
- 翁家小花（落語協会にも所属）
- 翁家勝丸（落語協会にも所属）
- 鏡味仙志郎（落語協会にも所属）
- 鏡味仙成（落語協会にも所属）
- 丸一仙三
- 丸一仙花
- 鏡味繁二郎（ボンボンブラザース、落語芸術協会にも所属）
- 鏡味正二郎（落語芸術協会にも所属）
- 鏡味よし乃（落語芸術協会にも所属）
- 鏡味勇二郎（ボンボンブラザース、落語芸術協会にも所属）
- 鏡味味千代（落語芸術協会にも所属）
- 春本小助（落語芸術協会にも所属）
- 鏡味小時（落語芸術協会にも所属）
- ラッキー舞
- 豊来家一輝
- 豊来家板里
- 豊来家大治朗
- 豊来家幸輝
- 松本源之助
- やなぎ南玉（落語芸術協会にも所属）
- 柳貴家正楽
- 柳貴家雪之介

## 国立太神楽研修
1996年より日本芸術文化振興会・国立劇場・落語協会・落語芸術協会協力のもと研修課程を行い、後継者を育成してきた。
研修生は一般募集し数人を選考、3ヶ月～半年の試験期間を経て適性検査に合格後本研修が始まる。
丸3年の研修で基礎技芸・所作・基礎知識を勉強し、修了後は講師のいずれかに入門、以後はその師匠のもとで更なる研鑽をする。
他にも歌舞伎俳優、歌舞伎音楽、能楽、文楽、寄席囃子などのコースもあり、将来の伝統芸能を担う研修生同士の交流ができる。
春と秋には定期発表会が開かれ、習得した技術を大勢の前で披露する。
この研修を経て、落語協会・落語芸術協会にも所属する太神楽芸人も出身者が多く含まれており、落語協会の翁家和助、翁家小花、鏡味仙成、落語芸術協会の鏡味正二郎、鏡味味千代、春本小助、鏡味小時、鏡味よし乃がそれぞれこの研修の出身者である。